# Malcolm McLean
Malcom Purcell McLean (14 tháng 11 năm 1913 - 25 tháng 5 năm 2001) được cho là người phát minh ra côngtenơ trong những năm 1935 ở New Jersey. Côngtenơ hóa là một yếu tố quan trọng của cuộc cách mạng về hậu cần, đã góp phần làm thay đổi diện mạo của ngành vận tải trong thế kỷ 20. 